# Carl Jonas Love Almqvist
Carl Jonas Love Almqvist (28. november 1793 i Stockholm – 26. september 1866 i Bremen) var en svensk forfatter, sønnesøn til Erik Jonas Almqvist. 
Faderen, der ejede gården Antuna i Upland, hvor Almqvist tilbragte sin barndom, var en tør, prosaisk, proceslysten natur; moderen, en datter af den bekendte skribent, bibliotekar Gjörwell, var en fin, følelsesfuld personlighed, der sværmede for Rousseau; hun døde, da Almqvist kun var 12 år gammel, men han elskede hende, og træk af hende genfindes i så godt som alle de fine og elskelige kvindeskikkelser, han har skabt. Forældrenes ægteskab synes ikke at have været lykkeligt. 
Almqvist blev student i Upsala 1808, og begyndte tidlig at skrive; men det er meget vanskeligt at angive Tidsfølgen af hans Skrifter. 1815 tog han magistergraden samtidig med Atterbom og Palmblad, men han hørte ikke til "Fosforisternes" kreds. Heller ikke til "Göterne" sluttede han sig; medens disse søgte til det gamle Norden, følte Almqvist sig draget til Rousseau og hans svenske elev Thorild. Religiøst bevæget som han altid var, sluttede han sig til "Manhemsförbundet", hvis formål var at fremme kærlighed til fædrelandet og sand kristendom, og som forpligtede sine medlemmer til at leve et "bondeliv". 
Sammen med et par ligesindede venner forlod han Stockholm, købte en lille ejendom i Värmland, og giftede sig med en bondepige fra faderens gård, som han efter eget sigende havde elsket, fra hun var 13 år, kaldte sig »Bonden Love Carlsson« og levede som en bonde. Han var dog ikke i stand til at ernære sig og sine af landbruget, betragtede det i virkeligheden nærmest som en sund sport, medens han skaffede sig indtægter på anden måde, især ved korttegning. 
I længden tilfredsstillede dette liv ham dog ikke, og 1826 drog han igen til Stockholm, hvor han ernærede sig ret kummerligt ved afskrivning, korrekturlæsning o. l. Endelig lysnede det for ham; han blev lærer ved Nya Elementarskolan, en nyoprettet skole, der skulde eksperimentere med moderne pædagogiske ideer. Her var Almqvist på sin plads. 
Med sin evne til at gribe det værdifulde i det ny, sin rige fantasi og fortællekunst og sit milde elskværdige væsen, blev han snart afholdt af de unge; hans mere omfattende end dybtgående kundskaber satte ham i stand til virkelig delvis at udføre det ham pålagte hverv at skrive lærebøger i alle fag. Flere af hans lærebøger blev meget brugte, således hans berømte Svensk rättstafningslära (over 20 oplag); desuden har han skrevet en svensk, en græsk, en fransk og en "almindelig" sproglære, en lærebog i geometri, en Regnekunst for begyndere o. fl. 
Efter et par års forløb blev han rektor for skolen. I 1830'erne begynder også hans digteriske virksomhed ret at tage Fart, og han må på denne tid have haft ret gode indtægter. Men han var en dårlig økonom. Selv var han meget beskeden i sine fordringer til livet (han var således en ivrig afholdsmand), men hans pligter som familieforsørger tyngede hårdt på ham; han forsøgte da forskellige udveje til at opnå bedre levekår. 
1837 lod han sig præstevie, men hans håb om at opnå et godt præstekald gik ikke i opfyldelse. Et par år derefter deltog han i en Konkurrence om et professorat i æstetik og moderne sprog i Lund, men skønt hans venner anstrengte sig af al formue for at hjælpe ham til det, sejrede hans konkurrent. Dette tog han sig meget nær; og i hans forfatterskab indtræder nu en tydelig vending; før havde det æstetiske haft overvægten; fra nu af bliver det samfundsreformatoriske fremherskende. 
I en lang række skrifter, såvel i digtningens som i afhandlingens form, retter han dristige angreb på snart sagt alle hævdvundne ideer og institutioner i samtiden. Amorina (allerede delvis trykt 1822, men da tilintetgjort på foranledning af hans farbroder, biskop Almqvist), som opkaster problemet om
forbryderens tilregnelighed, vakte mindre opmærksomhed. Anderledes gik det novellen Det går an med sit angreb på den vedtagne form for ægteskabet; den fremkaldte, foruden en hidsig kamp i pressen, en række stridsskrifter, de fleste rettede imod Almqvist. Da han var præsteviet, blev han endog indstævnet for Upsala Domkapitel, hvor han dog slap med en formaning. 
Imidlertid måtte han af flere grunde opgive sin stilling ved "Nya elementarskolan" og var nu henvist til at leve af sin pen; sin
digteriske virksomhed fortsatte han, men blev desuden Medarbejder ved det oppositionelle "Aftonbladet". Trods en forceret produktion blev hans økonomiske Stilling imidlertid mere og mere fortvivlet; til sidst indlod han sig med en berygtet ågerkarl, v. Scheven, og i sine transaktioner med ham synes han ganske vist ikke at have været helt klar over grænserne mellem tilladeligt og utilladeligt. 
Juni 1851 flygtede Almqvist pludselig fra Sverige og begav sig over
Danmark til Amerika; straks efter fremkom der rygter om, at han havde forsøgt at tage af dage ved gift. Han blev virkelig også anklaget for retten, og præsteembedet blev ham fradømt; der synes imidlertid ikke at foreligge mindste bevis for, at Almqvist har
begået den forbrydelse, han anklagedes for. I Amerika opholdt Almqvist sig i omkring 14 år; om hans liv og virksomhed der er så godt som intet oplyst. Han ernærede sig mest ved undervisning og journalistik, men fortsatte også sin tidligere Skribentvirksomhed. 1865 kom han tilbage til Europa og bosatte sig i Bremen under navn af K. Westermann. Her døde han, ensom og ukendt, på et hospital; 1901 førtes hans lig til Sverige.
Almqvists forfatterskab er overordentlig mangesidigt: episk, lyrisk og dramatisk digtning; etiske, æstetiske og sociale essayer, dagbladsartikler, lærebøger – ja endog som komponist er han optrådt med en del sange (songs kalder han dem), som ofte er af en ejendommelig skønhed. Hans hovedværk er Törnrosens bok (udkom fra 1832 til 1850), en broget samling afhandlinger og digtninger, højst fantastiske, ofte bizarre, men lige saa ofte højstindtagende. I ydre henseende sammenholdes disse
af en ramme: på "Jagtslottet" samles en kreds af interessante mennesker, der oplæser deres værker og diskuterer forskellige materier; den indre enhed udgøres af det helhedssyn på menneskelivet i alle dets faser, som Almqvist vil hævde ved alle sine skrifter. 
Størst er Almqvist som folkelivsskildrer, han er grundlæggeren af den svenske bondenovelle, og Kapellet, Skällnora qvarn og frem for alt Grimstahamns nybygge læses og beundres den dag i dag; en folkelivsskildring er også Det går an, skønt tendensen her er det væsentlige: Almqvist kræver større uafhængighed for ægtefællerne, navnlig fuldstændig økonomisk uafhængighed, samtidig med ot han kræver et renere, sædeligere syn på ægteskabet. Den dag i dag er Almqvist et modsigelsens tegn; at han er genial, benægtes næppe mere, men dommen falder dog højst forskellig ud; medens nogle finder, at han er blevet overvurderet af sin samtid, mener andre, at "først efter hundrede år vil svenskerne forstå Almqvists overlegenhed og yde hans store fortjenester retfærdighed". 